# Chlebowo (przystanek kolejowy)
Chlebowo – nieczynny przystanek osobowy w Chlebowie Polsce, w województwie zachodniopomorskim, w powiecie drawskim, w gminie Złocieniec na rozebranej i przekształconej w drogę rowerową linii kolejowej nr 410.